# Topleague (veldkorfbal)
De Topleague is de hoogste afdeling van het Belgische veldkorfbal en wordt ingericht door de Koninklijke Belgische Korfbalbond (KBKB).

## Competitie

### Clubs
De clubs uit de topleague zijn (seizoen 2022-'23):
- KC Floriant (Merelbeke)
- Kon. Boeckenberg KC (Deurne)
- AKC/Luma (Deurne)
- Kon. KC Voorwaarts (Edegem)
- Kon. Kwik KC (Merksem)
- Borgerhout/groen-wit (Borgerhout)
- Putse K.C. (Putte)
- Meeuwen KV (Deurne)

### Kruisfinale
De vier hoogst gerangschikte teams in de eindstand van de reguliere competitie komen tegen elkaar uit in de kruisfinales. De nummer 1 speelt tegen nummer 4, nummer 2 speelt zijn halve finale tegen de nummer 3. De winnaars van deze twee wedstrijden spelen de zaalfinale. De winnaar van de finale mag zichzelf landskampioen noemen.
|  | halve finale | halve finale           |   |                          | finale                   | finale |
|  |              |                        |   |                          |                          |        |
|  |              |                        |   |                          |                          |        |
|  | 4e eindstand | -                      |   |                          |                          |        |
|  | 2e eindstand | -                      |   |                          |                          |        |
|  |              |                        |   |                          |                          |        |
|  |              |                        |   |                          |                          |        |
|  |              |                        |   |                          | Winnaar halve finale 1   | -      |
|  |              | Winnaar halve finale 2 | - |                          |                          |        |
|  |              |                        |   |                          |                          |        |
|  |              |                        |   |                          | 1e eindstand             |        |
|  |              |                        |   |                          |                          |        |
|  | 2e eindstand | -                      |   | Verliezer halve finale 1 | -                        |        |
|  | 3e eindstand | -                      |   |                          | Verliezer halve finale 2 | -      |

### Play-offs Degradatie
De laatste in de stand degradeert naar de Promoleague, de voorlaatste speelt een degradatie/promotie duel tegen de 2de in de eindstand van de Promoleague.

## Erelijst
- 1921-1922 Scaldis[2]
- 1922-1923 Scaldis
- 1923-1924 Scaldis
- 1924-1925 Scaldis
- 1925-1926 Scaldis
- 1926-1927 Scaldis
- 1927-1928 AKC
- 1928-1929 AKC
- 1929-1930 Scaldis
- 1930-1931 AKC
- 1931-1932 Riviera
- 1932-1933 Riviera
- 1933-1934 Riviera
- 1934-1935 Riviera
- 1935-1936 Riviera
- 1936-1937 AKC
- 1937-1938 Arbeiders
- 1938-1939 Arbeiders
- 1939-1940 geen competitie omwille van WOII
- 1940-1941 geen competitie omwille van WOII
- 1941-1942 Minerva
- 1942-1943 Meeuwen
- 1933-1944 Meeuwen
- 1944-1945 geen competitie omwille van WOII
- 1945-1946 Meeuwen
- 1946-1947 Meeuwen
- 1947-1948 Meeuwen
- 1948-1949 Voorwaarts
- 1949-1950 Meeuwen
- 1950-1951 Voorwaarts
- 1951-1952 Meeuwen
- 1952-1953 Meeuwen
- 1953-1954 Voorwaarts
- 1954-1955 Voorwaarts
- 1955-1956 Voorwaarts
- 1956-1957 AKC
- 1957-1958 Mercurius
- 1958-1959 Mercurius
- 1959-1960 Voorwaarts
- 1960-1961 Meeuwen
- 1961-1962 Espero
- 1962-1963 Espero
- 1963-1964 Meeuwen
- 1964-1965 Scaldis
- 1965-1966 ATBS
- 1966-1967 ATBS
- 1967-1968 ATBS
- 1968-1969 Meeuwen
- 1969-1970 ATBS
- 1970-1971 Mercurius
- 1971-1972 Mercurius
- 1972-1973 Riviera
- 1973-1974 Riviera
- 1974-1975 Riviera
- 1975-1976 Boeckenberg
- 1976-1977 Riviera
- 1977-1978 Kwik
- 1978-1979 Borgerhout
- 1979-1980 Kwik
- 1980-1981 Kwik
- 1981-1982 Borgerhout
- 1982-1983 Borgerhout
- 1983-1984 Borgerhout
- 1984-1985 AKC
- 1985-1986 AKC
- 1986-1987 AKC
- 1987-1988 AKC
- 1988-1989 Sikopi
- 1989-1990 Catbavrienden
- 1990-1991 Scaldis
- 1991-1992 Catbavrienden
- 1992-1993 Catbavrienden
- 1993-1994 Borgerhout
- 1994-1995 Catbavrienden
- 1995-1996 Catbavrienden
- 1996-1997 Catbavrienden
- 1997-1998 AKC
- 1998-1999 AKC
- 1999-2000 AKC
- 2000-2001 AKC
- 2001-2002 AKC
- 2002-2003 AKC/Café Bar
- 2003-2004 AKC/Café Bar
- 2004-2005 Riviera
- 2005-2006 Voorwaarts
- 2006-2007 AKC/Café Bar
- 2007-2008 AKC
- 2008-2009 Scaldis
- 2009-2010 Riviera
- 2010-2011 Boeckenberg
- 2011-2012 Sikopi
- 2012-2013 Boeckenberg
- 2013-2014 Boeckenberg
- 2014-2015 Boeckenberg
- 2015-2016 Boeckenberg
- 2016-2017 Kwik
- 2017-2018 Kwik
- 2018-2019 AKC
- 2019-2020 stilgelegd omwille van Covid-19-pandemie
- 2020-2021 geen competitie omwille van Covid-19-pandemie
- 2021-2022 Floriant
- 2022-2023 Borgerhout/GW
- 2023-2024 Boeckenberg
- 2024-2025 AKC

Titels per club
| Aantal | Club                | Jaren |
| ------ | ------------------- | --- |
| 20x    | AKC                 | 1928, 1929, 1931, 1937, 1957, 1985, 1986, 1987, 1988, 1998, 1999, 2000, 2001, 2002, 2003, 2004, 2007, 2008, 2019, 2025 |
| 13x    | Arbeiders / Meeuwen | 1938, 1939, 1943, 1944, 1946, 1947, 1948, 1950, 1952, 1953, 1961, 1964 & 1969                                          |
| 11x    | Riviera             | 1932, 1933, 1934, 1935, 1936, 1973, 1974, 1975, 1977, 2005 & 2010                                                      |
| 10x    | Scaldis             | 1922, 1923, 1924, 1925, 1926, 1927, 1930, 1965, 1991 & 2009                                                            |
| 7x     | Voorwaarts          | 1949, 1951, 1954, 1955, 1956, 1960 & 2006                                                                              |
| 7x     | Boeckenberg         | 1976, 2011, 2013, 2014, 2015, 2016, 2024                                                                               |
| 6x     | Catbavrienden       | 1990, 1992, 1993, 1995, 1996 & 1997                                                                                    |
| 5x     | Kwik                | 1978, 1980, 1981, 2017 & 2018                                                                                          |
| 5x     | Borgerhout          | 1979, 1982, 1983, 1984 & 1994                                                                                          |
| 4x     | Mercurius           | 1958, 1959, 1971 & 1972                                                                                                |
| 4x     | ATBS                | 1966, 1967, 1968 & 1970                                                                                                |
| 2x     | Sikopi              | 1989 & 2012 |
| 2x     | Espero              | 1962 & 1963 |
| 1x     | Floriant            | 2022 |
| 1x     | Minerva             | 1942 |